# Sagapénum

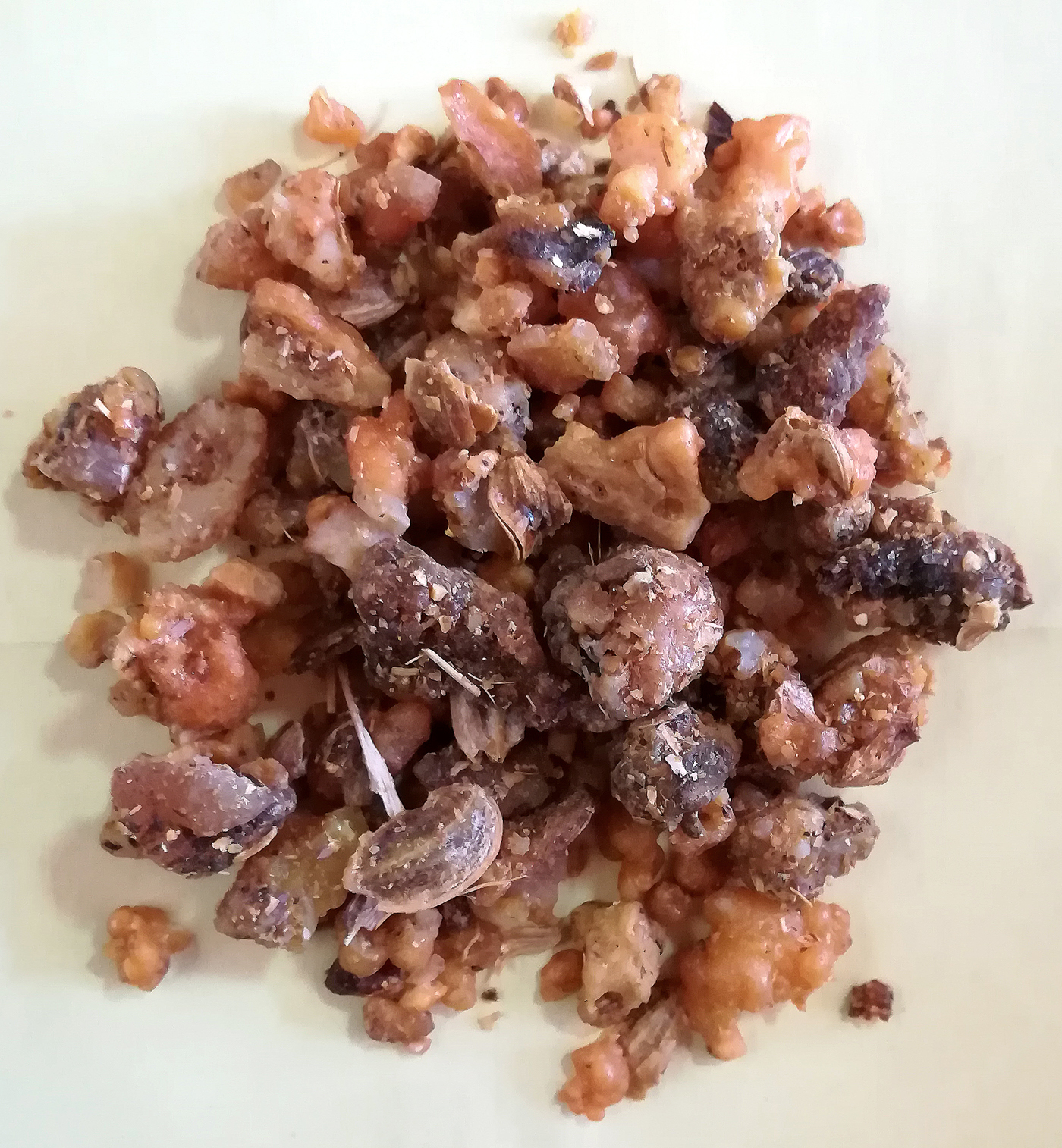
Résine de sagapenum.

Le sagapénum, aussi appelé gomme séraphique ou serapinum, est une gomme-résine extraite de la racine d'au moins deux espèces d'Ombellifères. Il est formé à partir des sucs concrétés obtenus par incision. Ferula persica, originaire du Caucase et d'Iran, est traditionnellement citée comme source principale, mais le sagapénum peut aussi être extrait de Ferula szowitziana, plus largement distribuée.

## Apparence
Le sagapénum se présente en masse et rarement en larmes. Il est mou, à moitié transparent, d'une couleur plus foncée que celle du galbanum, une gomme-résine produite par d'autres espèces de Férules. La saveur et l'odeur du sagapénum sont proches de celles de l'ase fétide mais beaucoup plus faibles. Il diffère de l'ase fétide en ce qu'il ne rougit pas au contact de l'air.
Il se présente parfois en larmes arrondies, agglutinées, irrégulières, de la taille d'une noisette, légèrement transparente, d'une cassure cornée, à l'odeur de résine proche de celle du pin, un peu alliacée. Il se ramollit à la chaleur, s'enflamme facilement, et brûle avec beaucoup de fumée. Il existe également un sagapénum très impur de couleur foncée, à l'odeur forte, vendu enveloppé dans des toiles bleues.

## Composition
Le sagapénum est composé de résine, de gomme, d'huile essentielle, de bassorine et de malate de chaux. La fraction volatile, riche en composés organosulfurés, possède une odeur alliacée forte et une saveur amère, chaude et alliacée. La résine elle-même sent fort l'ail. Elle se dissout entièrement dans l'alcool, mais elle se dédouble en deux résines dans l'éther : l'une soluble et l'autre insoluble.

## Produits proches
Le sagapénum est proche par son action et ses utilisations d'autres gomme-résines issues d'Ombellifères, telles que le galbanum et l'ase fétide.

## Usages
Il a été employé comme emménagogue, antispasmodique, résolutif, purgatif, maturatif, contre l'épilepsie et l'hystérie. Les Grecs, les Romains et les Arabes l'employaient aussi comme fondant et lui attribuaient la propriété d'activer les fonctions des organes digestifs. Il entre dans la thérapie et dans l'emplâtre de diachylon gommé.